# Niklas Hübner
Niklas Tim Hübner (* 1. April 2004 in Ingolstadt) ist ein deutscher Eishockeyspieler, der seit Juli 2025 bei den Schwenninger Wild Wings aus der Deutschen Eishockey Liga (DEL) unter Vertrag steht und dort auf der Position des Verteidigers spielt. Zuvor war Hübner bereits für den ERC Ingolstadt in der DEL aktiv.

## Karriere
Hübner durchlief bis zum April 2022 sämtliche Nachwuchsmannschaften des Eishockeyvereins ERC Ingolstadt und kam er in der Saison 2020/21 zu zehn Einsätzen in der Profimannschaft. Zur Saison 2022/23 wechselte er in die U20-Mannschaft des finnischen Erstligisten Tappara Tampere, mit der er in der U20 SM-sarja antrat. Im Januar 2023 wurde der gebürtige Ingolstädter erneut vom ERC Ingolstadt verpflichtet und bestritt in der restlichen Saison 2022/23 neben 14 Spielen für den ERCI in der DEL ausgestattet mit einer Förderlizenz zwei Spiele für den Kooperationspartner Ravensburg Towerstars in der DEL2. An die Towerstars wurde der Verteidiger auch für die beiden Spielzeiten 2023/24 und 2024/25 abgestellt, während er in Ingolstadt nur sporadisch zum Einsatz kam.
Zur Saison 2025/26 entschied sich Hübner zu einem Wechsel zu Ingolstadts DEL-Ligakonkurrenten Schwenninger Wild Wings.

### International
Hübner lief in den verschiedenen Altersklassen für deutsche Nachwuchs-Nationalmannschaften auf, unter anderem beim Hlinka Gretzky Cup 2021 und der U18-Junioren-Weltmeisterschaft 2022. Des Weiteren gehörte er zum deutschen Kader bei der U20-Junioren-Weltmeisterschaft 2024.

## Erfolge und Auszeichnungen
- 2023 Deutscher Vizemeister mit dem ERC Ingolstadt

## Karrierestatistik
Stand: Ende der Saison 2024/25

### International
Vertrat Deutschland bei:
- Hlinka Gretzky Cup 2021
- U18-Junioren-Weltmeisterschaft 2022
- U20-Junioren-Weltmeisterschaft 2024

(Legende zur Spielerstatistik: Sp oder GP = absolvierte Spiele; T oder G = erzielte Tore; V oder A = erzielte Assists; Pkt oder Pts = erzielte Scorerpunkte; SM oder PIM = erhaltene Strafminuten; +/− = Plus/Minus-Bilanz; PP = erzielte Überzahltore; SH = erzielte Unterzahltore; GW = erzielte Siegtore; 1 Play-downs/Relegation; Kursiv: Statistik nicht vollständig)